# 佛山南飞雁社会工作服务中心
南飞雁社会工作服务中心，简称南飞雁，是位于广东省佛山市的一家劳工NGO，2007年成立，是当地第一家劳工NGO，前身是“何晓波工作室”，主要工作是帮工伤工人维权，2012年更名为“南飞雁社会工作服务中心”，并在佛山市民政局注册。
2015年8月，南飞雁位于佛山顺德和祖庙的两个办公室被关闭，12月，其创办人及负责人何晓波因涉嫌“职务侵占罪”遭到刑事拘留。
2016年4月7日，何晓波获取保候审。2016年11月，南飞雁被正式注销。

## 主要工作
- 工伤工人探访：探访受工伤的工人，协助其认识法律，学习依法索赔的方式。受伤工人也会成为其机构的志愿者。[4]何晓波称之为工伤者自组织互助的模式。[5]
- 外来工生育现状与生育保险调查：与中山大学的学生社团合作，调研外来女工生育保险的参保情况、福利实施情况以及生育对她们工作的影响。[6]
- 救助站服务：南飞雁的社工进入佛山市救助站，提供流浪人员服务。[7]

## 发展历史

#### 成立初期
南飞雁的创办人何晓波，本身是工厂切割技术工人，2006年5月，他因工伤断掉了三根手指，治疗期间遇到广州番禺打工族服务部的义工，并加入成为义工，探访其他受工伤的工人，并学习如何向工厂追讨工伤赔偿。
2007年6月，何晓波在佛山市禅城区厚源路成立“何晓波工作室”，最初的工作是亲自带着受伤工人到工厂维权，后来转而教导工人维权方法。

#### 注册成为社会组织
2012年，“何晓波工作室”更名为南飞雁社会工作服务中心，并在佛山市民政局登记注册。
南飞雁在2013-2014年有得到政府的扶持社工机构资金，也在2015年得到佛山市级社会组织发展专项扶持资金项目的10万元资助，但这笔资助在公示后未再有进展。
2014年，南飞雁承接当地的政府购买服务项目，其机构社工进驻到佛山市流浪人员救助站。
南飞雁成立至2015年11月，探访、接待、参与法律知识培训的工伤工人超3万人，累计近1万名工伤者在其协助下获得法律赔偿。
何晓波曾经获得南海区颁发的丹桂勋章、十佳社工，南飞雁也曾获得佛山市公益慈善之星红玫瑰奖等荣誉。

#### 关闭
2015年，南飞雁的三个服务点分别被关停和终止合作，使得其项目资金陷入困难。佛山市民政局对机构财务进行审计。
其中，南飞雁位于顺德的办公室，在8月23日遭到工商局、街道办、综合执法等多个部门前来叫停。当时办公室正在进行工伤工人的法律知识培训，有十几个穿不同部门制服的人来清场，当日办公室被断水断电。
原定在2015年5月举办的工伤者摄影展，也在开展前被叫停，这一摄影展的合作方是东莞烛光公益和《南方都市报》“感光度”栏目。
律师吴魁明认为，这是政府部门对民间组织的强制行动，或者与当时将要出台的《境外非政府组织管理法》出台有关。南飞雁有一半的捐款来自境外NGO。
2015年12月13日，何晓波遭到刑事拘留，涉嫌罪名是“职务侵占”。同一时期被刑事拘留的还有多名在其他劳工NGO工作的人员。
2015年12月24日，新华网发文章《揭开“工运之星”光环的背后——“番禺打工族文书处理服务部”主任曾飞洋等人涉嫌严重犯罪案件调查》，指“打工族”是非法组织，以“免费维权”为幌子、长期接受境外组织资助、在境内插手劳资纠纷事件、严重扰乱社会秩序、严重践踏工人权益，并称南飞雁为“打工族”的下属机构。2015年12月25日，南飞雁发布公开声明指该文章内容不实，且损害了南飞雁的公众形象。2016年1月25日，南飞雁向佛山市禅城区法院对该文章的作者邹伟提起民事诉讼。
2016年4月7日，何晓波获准取保候审。2016年11月，南飞雁被正式注销。

## 外部评价
深圳劳维律所创始人、律师段毅认为，南飞雁与珠三角地区其它劳工NGO相比，算温和类型，其工作重点是社区关爱服务，帮助工伤工人个体维权，不参与集体性维权，具备与政府合作的基础，其出发点也可以与政府兼容，但仍然有独立、相冲突的部分。